# Río Peulla
El río Peulla es un curso natural de agua que nace en las laderas oeste del cerro Vichadero, en el límite internacional de la Región de Los Lagos. Fluye con dirección general oeste y desemboca en el Lago Todos Los Santos en la localidad de Peulla junto al río Negro (Todos Los Santos).: 20 

## Trayecto
El Plan de Manejo del Parque nacional Vicente Pérez Rosales, en el que s ubica el río completo, dice sobre su trayecto:: 21 
El río Peulla se origina entre el cerro Vichadero y cerro Pico Pérez Rosales, se desplaza en dirección norte al comienzo, hasta el sector Casa Pangue, para luego definir un valle de dirección este oeste, para desembocar en el río Negro, cerca del delta de éste en el lago Todos Los Santos. En el flanco norte del valle se encuentra el afluente río Cascada, que se origina de dos lagunas de montaña, y
el río Blanco; estas microcuencas están separadas por el cerro Boquete. En el flanco sur del valle se encuentra el afluente río Tronador. 

## Historia
Luis Risopatrón lo describe en su Diccionario jeográfico de Chile (1924):
Peulla (Río). Tiene su origen en un ventisquero de 5 kilómetros de largo, por un kilómetro de ancho, de la falda norte del cerro Tronador; lleva aguas blancas barrosas y baña un valle boscoso, limitado por cerros con cimas nevadas, de las que se desprenden correntes y cascadas. Tiene un cauce de 500 m de ancho en su parte inferior i corre lentamente a través de una vega que se halla en el extrem E del lago de Todos Los Santos, al que cae con no menos de 800 m de ancho i 1,3 de velocidad por segundo.

## Población, economía y ecología
Los puntos turísticos más conocidos se encuentran ubicados en su curso superior: playa Petrohué, lugar desde donde se embarcan quienes viajan por el lago Todos los Santos, y los famosos "Saltos del Río Petrohué", formados hace unos 600 años por rocas de lava provenientes de la erupción del cercano volcán Osorno. Sin embargo es en su curso medio inferior donde se encuentran los sectores adecuados para la práctica de la pesca desde un bote.
En cuanto a su estructura, este es un río caudaloso y ancho, con grandes pozones, remansos, correntadas, bocas de esteros y ríos tributarios, diversos brazos y canales con aguas calmas, y numerosas playas para practicar vadeo desde sus orillas. Digno de destacarse es el hecho que la mayor parte pescable del río es accesible solo por bote, lo que permite gozar de una gran paz y tranquilidad, siempre buscada por el pescador.
La vegetación que lo rodea es exuberante; siempre rodeada de bosques de coigües, ulmos, arrayanes, tepús, sauces, y grandes variedades de helechos.